# San Bartolo Pinal
San Bartolo Pinal är en ort i Mexiko.   Den ligger i kommunen Acajete och delstaten Puebla, i den sydöstra delen av landet, 130 km öster om huvudstaden Mexico City. San Bartolo Pinal ligger 2 590 meter över havet och antalet invånare är 471.
Terrängen runt San Bartolo Pinal är huvudsakligen kuperad, men åt nordost är den platt. Runt San Bartolo Pinal är det tätbefolkat, med 276 invånare per kvadratkilometer. Närmaste större samhälle är Amozoc de Mota, 17,1 km sydväst om San Bartolo Pinal. Trakten runt San Bartolo Pinal består till största delen av jordbruksmark.